# Hanson (hrabstwo Plymouth)
Hanson – jednostka osadnicza w Stanach Zjednoczonych, w stanie Massachusetts, w hrabstwie Plymouth.